# Зрадницька вісімка
Зрадницька вісімка (англ. The Traitorous Eight) — Джуліус Бланк, Віктор Гринич, Юджин Кляйнер, Джей Ласт, Гордон Мур, Роберт Нойс, Шелдон Робертс і Жан Ерні — вісім фізиків й інженерів Shockley Semiconductor Laboratory, які звільнилися через конфлікт із Вільямом Шоклі і створили власну компанію Fairchild Semiconductor. Шоклі назвав інцидент «зрадою» (англ. Betrayal). Хто першим сказав і хто ввів в обіг словосполучення «зрадницька вісімка» — досі не з'ясовано.
У 1956 році Шоклі набрав команду талановитих молодих фахівців для розробки і запуску у виробництво нових напівпровідникових приладів. Нобелівський лауреат з фізики, досвідчений дослідник і викладач не впорався з керуванням підприємством. Він вибрав, як виявилося пізніше, безперспективну стратегію і своїми руками створив нестерпні умови для співробітників. У березні 1957 року незгодні з диктатом Шоклі почали переговори про створення нової, своєї, компанії, а в серпні уклали угоду з Шерманом Фейрчайлдом. Формальний розрив відносин відбувся 18 вересня 1957 року. Заснована «вісімкою» Fairchild Semiconductor незабаром виросла в найбільшого виробника напівпровідників, технологічного лідера галузі. Fairchild 1960-х стала найважливішим бізнес-інкубатором Кремнієвої долини, прямо або побічно причетним до створення десятків корпорацій — від AMD до Zilog.